# Snapfire
Snapfire（スナップファイヤー)は、コーレルが開発、販売していたデジタル写真管理ソフトウェアである。

## 概要
静止画、動画などを管理することを主に開発された整理ソフトで、Corel Paint Shop Proに搭載されている機能の一部（メイクオーバーツール、スマート修正(詳細は無い)などの簡単な修正）などが行え、スライドショーも作成できる。動画のサムネイル位置が変更可能なため、「サムネイルが真っ黒でなんの動画かわからない」という問題が解消される。RAW画像の整理も行え、その対応数はCorel Paint Shop Proのエンジンに類似もしくは同等であるが、発表は行っていない。
Snapfireには有料版 (Snapfire Plus) と無料版 (Snapfire) が存在し、有料版は無料版にいろんな機能が付加されたものであったが、2006年以降開発は停止されており、現在はアップデータをのぞいて公開は停止されている。

## 主な機能
無料版と有料版共通
整理
写真や動画をサムネイル表示し、整理をすることが可能。パソコン全てのドライブを検索するのではなく、好きなフォルダを選択させる仕組みである。またCorel Photo Downlorderが付属しており、ゼロダウンロード(繋げただけでPCに画像を転送する機能)が可能である。
加工
自動修正、赤目修正などの簡単な機能が付属しており、無料版でも加工が可能である。
印刷
複数毎の写真をアルバム風にレイアウトして印刷することも可能である。
スライドショー
動画と静止画を混在したスライドショーを作成することが出来、スナップファイヤーショーとして他人にメールで送ることも可能である。(相手にSnapfireが入っていなければ再生できないが、無料版で再生可能である。)
有料版のみ
バックアップ
写真や動画をDVDやCDにライティングする機能が追加されている。また、スライドショー作成機能で作成した動画をDVD-Videoにする機能も付加されている。Sonicエンジンを搭載しているため、市販のライティングソフト並みの強力なライティングが可能になっている。
メイクオーバーツール
Corel Paint Shop Proについている機能で、人の肌を綺麗に見せる機能。ゴミ取りツール(カメラのホコリ取り)としても使える。